# Gustavo Canales
Gustavo Javier Canales Bustos (ur. 30 marca 1982 w General Roca) – chilijski piłkarz pochodzenia argentyńskiego występujący na pozycji napastnika, reprezentant Chile, trener piłkarski.

## Kariera klubowa
Canales, syn Argentyńczyka i Chilijki, pochodzi z miasta General Roca i jest wychowankiem tamtejszego klubu Deportivo Roca. Jako trzynastolatek przeniósł się do Almirante Brown ze stołecznego Buenos Aires, natomiast w wieku szesnastu lat dołączył do zespołu Gimnasia y Esgrima La Plata. Nie potrafiąc przebić się do pierwszej drużyny powrócił do Deportivo Roca, gdzie jako dwudziestolatek rozpoczął seniorską karierę, występując w barwach tego klubu w czwartej lidze argentyńskiej. Jego udane występy zaowocowały transferem do grającego w trzeciej lidze Club Cipolletti; tam szybko został kluczowym graczem linii ataku i już po roku przeniósł się do występującego na zapleczu najwyższej klasy rozgrywkowej zespołu Club Atlético Aldosivi z siedzibą w Mar del Plata. W jego barwach spędził pół roku, lecz nie zdobył żadnego gola, mając kłopoty z aklimatyzacją, wobec czego już po sześciu miesiącach na zasadzie półrocznego wypożyczenia powrócił do Cipolletti, z którym na koniec rozgrywek 2005/2006 spadł do czwartej ligi. W połowie 2006 roku został graczem trzecioligowego Guillermo Brown z siedzibą w Puerto Madryn, gdzie bez sukcesów grał przez pół roku.
Wiosną 2007 Canales wyjechał do Chile, podpisując umowę z tamtejszym zespołem Deportes La Serena. Tam od razu wywalczył sobie niepodważalne miejsce w wyjściowej jedenastce, zostając najlepszym strzelcem drużyny. Premierowe gole w chilijskiej Primera División zdobył 28 lutego 2007 w wygranym 2:1 spotkaniu z O’Higgins, kiedy to dwukrotnie wpisywał się na listę strzelców, a po upływie pół roku udał się na wypożyczenie do kolumbijskiej ekipy CD Once Caldas z miasta Manizales. Tam spędził nieudany rok – nie osiągnął żadnych sukcesów, notując mało trafień i pozostawał w cieniu napastników takich jak Dayro Moreno i Johan Fano. Po powrocie do La Serena ponownie dołączył do czołówki klasyfikacji strzelców ligi chilijskiej, a w styczniu 2009 zasilił drużynę Unión Española ze stołecznego Santiago. Tam w wiosennym sezonie Apertura 2009 jako najskuteczniejszy zawodnik swojej ekipy zdobył tytuł wicemistrza kraju, zajmując wówczas drugie miejsce w tabeli strzelców.
Na początku 2010 roku Canales powrócił do ojczyzny, na zasadzie wypożyczenia dołączając do stołecznego Club Atlético River Plate, który zapłacił za niego milion dolarów. W argentyńskiej Primera División zadebiutował 31 stycznia 2010 w przegranym 0:1 meczu z Banfield, natomiast premierowego gola strzelił 28 lutego tego samego roku w zremisowanej 1:1 konfrontacji z Gimnasią La Plata. W River Plate spędził ogółem sześć miesięcy, regularnie wybiegając na boiska w wyjściowym składzie, lecz nie zanotował poważniejszych osiągnięć. W styczniu 2011 za sumę 1,2 miliona dolarów przeszedł do stołecznej drużyny Universidad de Chile, gdzie przez kolejny rok współtworzył prowadzony przez Jorge Sampaolego jeden z najlepszych zespołów w historii klubu. Jako kluczowy piłkarz ekipy w rozgrywkach Apertura 2011 wywalczył z nią swoje pierwsze mistrzostwo Chile i sukces ten powtórzył również pół roku później, w jesiennym sezonie Clausura 2011. Wówczas także triumfował w rozgrywkach Copa Sudamericana, zdobywając pierwsze międzynarodowe trofeum w historii klubu, a jego świetne występy zaowocowały wyborem do najlepszej jedenastki ligi 2011 roku przez magazyn El Gráfico.
Wiosną 2012 Canales za sumę 2,5 miliona dolarów przeniósł się do chińskiego Dalian A’erbin, podpisując z nim trzyletni kontrakt. W Chinese Super League zadebiutował 11 marca 2012 w przegranym 0:1 pojedynku z Tianjin Teda, zaś pierwszą bramkę zdobył siedem dni później w zremisowanym 3:3 spotkaniu derbowym z Dalian Shide, a ogółem w A’erbin grał przez siedem miesięcy bez większych sukcesów. W późniejszym czasie powrócił do Argentyny, gdzie został zawodnikiem ówczesnego mistrza kraju – Arsenalu de Sarandí. Tam również spędził pół roku, lecz mimo iż nie potrafił sobie wywalczyć miejsca w pierwszym składzie i nie strzelił żadnego gola, to wygrał z tą ekipą krajowy superpuchar – Supercopa Argentina. W styczniu 2013 powrócił do Uniónu Española, gdzie od razu został kluczowym graczem formacji ofensywnej i w sezonie Transición 2013 zdobył z drużyną prowadzoną przez José Luisa Sierrę swoje trzecie mistrzostwo Chile. W tym samym roku zdobył również superpuchar kraju – Supercopa de Chile.

## Kariera reprezentacyjna
Dysponujący podwójnym obywatelstwem Canales zdecydował się na występy w reprezentacji Chile, w której zadebiutował za kadencji argentyńskiego selekcjonera Claudio Borghiego, 11 listopada 2011 w przegranym 0:4 spotkaniu z Urugwajem w ramach udanych eliminacji do Mistrzostw Świata 2014. Trzy lata później znalazł się w szerokiej kadrze na Mistrzostwa Świata w Brazylii, lecz szkoleniowiec Jorge Sampaoli ostatecznie nie powołał go na mundial.